# Jacqueline Weinstein
Jacqueline Marta Weinstein Levy (12 de abril[cita requerida] de 1948) es una ingeniera comercial y política chilena de origen judío. Se desempeñó como ministra de Bienes Nacionales durante los últimos meses del primer mandato de la presidenta Michelle Bachelet.

## Familia y estudios
Es hija de Jorge Weinstein Winocur y de Luna Levy Camhi, ambos judíos. Estuvo casada con el político Jaime Estévez, con quien tuvo dos hijos; Paula Isabel y Rodrigo Antonio.
Estudió ingeniería comercial en la Universidad de Chile, casa de estudios donde posteriormente alcanzaría un posgrado con el que se especializaría en gestión de organizaciones y políticas públicas. Luego de egresar de la educación superior se unió a la estatal Corfo, bajo plena administración de Unidad Popular (UP).

## Carrera pública
Tras su regreso a Chile, se incorporó a una organización no gubernamental, y a inicios de la década de 1990 se integró al Gobierno, específicamente como integrante de la Agencia de Cooperación Internacional (AGCI), entonces bajo el alero del Ministerio de Planificación y Cooperación (Mideplan). En 1994 asumió como directora de Planificación y Presupuesto del Ministerio de Bienes Nacionales.
Entre 1997 y el 2003 trabajó en el Ministerio de Relaciones Exteriores, donde fue, sucesivamente, asesora de la Dirección Económica, directora ejecutiva de la AGCI y subdirectora de ProChile.
Entre 2004 y 2006 ejerció como subsecretaria de Bienes Nacionales, durante el gobierno del presidente Ricardo Lagos. En 2006 asumió como directora ejecutiva del Museo Interactivo Mirador, función que desempeñó hasta enero de 2010, cuando fue nombrada ministra de Bienes Nacionales, que ejerció durante los últimos dos meses del primer gobierno de Michelle Bachelet.
En el marco de su gestión, el 27 de enero de 2010 anunció la entrega de un inmueble fiscal al Comité Representativo de las Entidades Judías de Chile, para la construcción de un monumento al Holocausto. Esto fue realizado en el marco de la ceremonia de conmemoración del Día Internacional de Recordación de las Víctimas del Holocausto, realizada en el Salón O'Higgins del Ministerio de Relaciones Exteriores.
Actualmente ejerce la consultoría independiente y participa en directorios institucionales. Desde 2017 es miembro del directorio de la Empresa Portuaria Austral.